# Abendmahlstisch

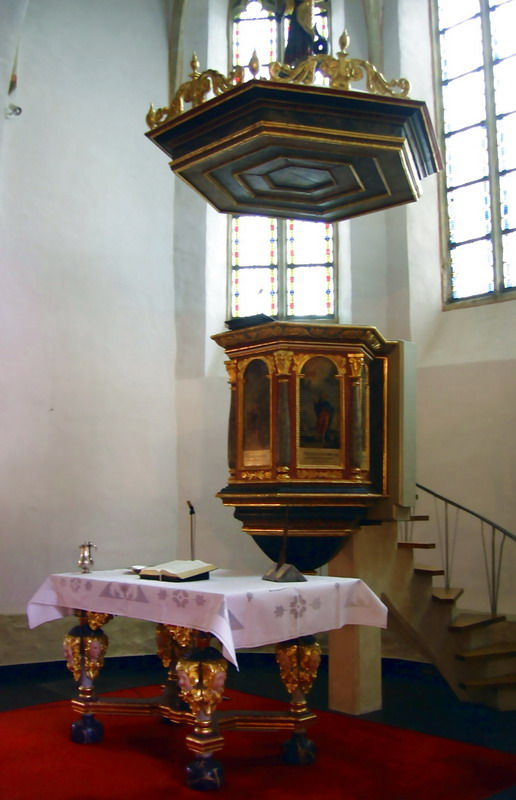
Kanzel und Abendmahlstisch in der Kirche Nümbrecht

Abendmahlstisch ist in der reformierten Kirche und vielen evangelischen Freikirchen die Bezeichnung für den Tisch, an dem das Abendmahl gefeiert wird. Die Bezeichnung dieses Tisches als Altar wie auch die Feier des Gottesdienstes an einem Altar wird in diesen Kirchen abgelehnt.

## Biblisch-theologische Begründung
Mit diesem an die urgemeindliche Bezeichnung Tisch des Herrn (1. Korinther 10,21 ) erinnernden Ausdruck grenzt man sich gegen die römisch-katholische Opfertheologie ab, nach der der Leib und das Blut Jesu Christi „in unblutiger Weise“ in jedem sogenannten Messopfer gegenwärtig wird. Dies widerspricht nach reformiertem Verständnis biblischen Aussagen, welche die Einmaligkeit des Opfers Jesu am Kreuz von Golgota betonen.

## Weitere Besonderheiten

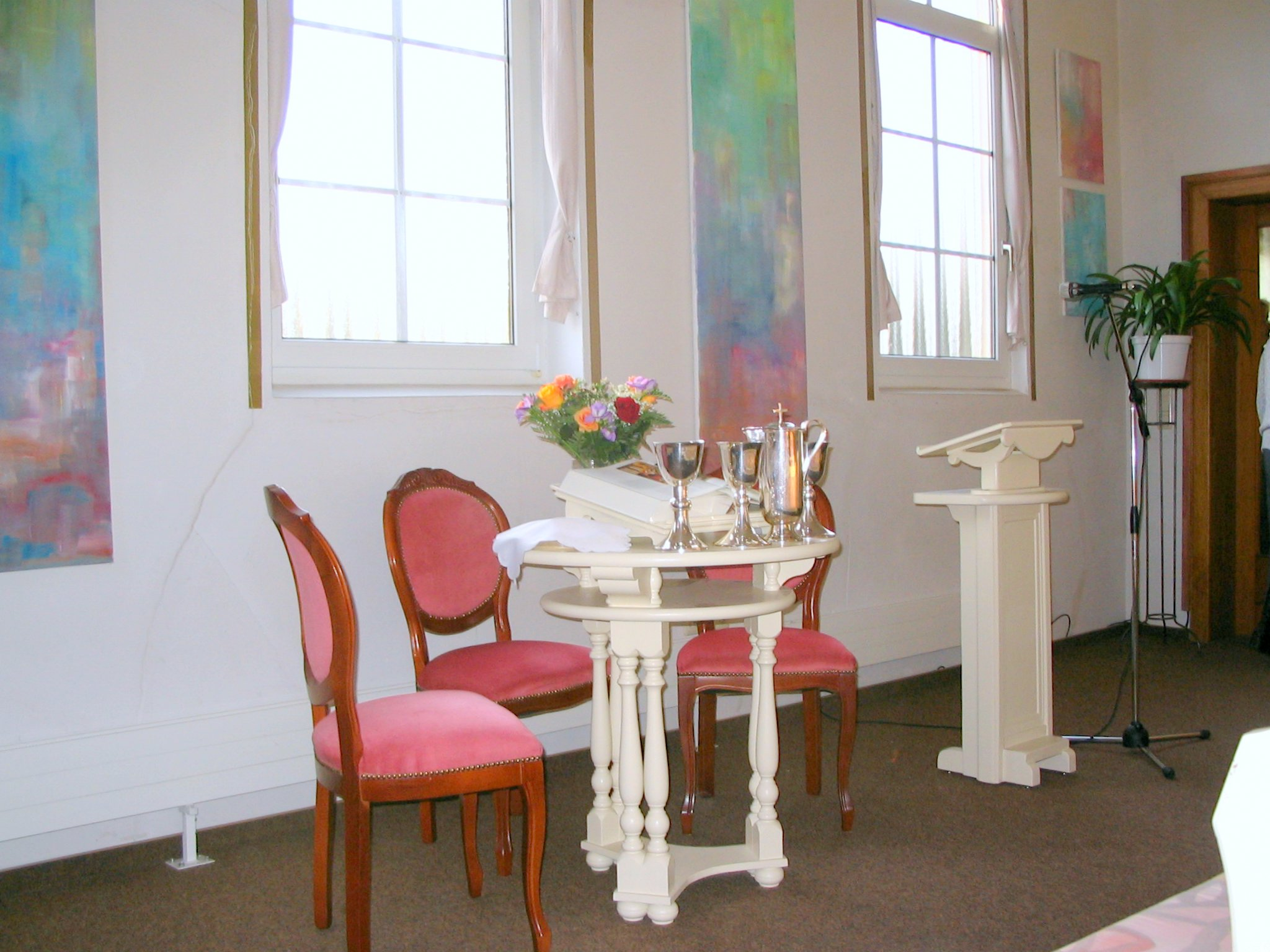
Gedeckter Abendmahlstisch einer Baptistengemeinde

Um den Tischcharakter des Abendmahlstisches zu betonen, haben viele der erwähnten Kirchen hinter dem Tisch Sitzgelegenheiten aufgestellt. In manchen Kirchen nehmen hier die Abendmahlsteilnehmer in kleinen Gruppen Platz. In anderen Kirchen (zum Beispiel bei den Baptisten; siehe Bild) sind die Sitzgelegenheiten für die Gemeindemitglieder bestimmt, die am Tisch des Herrn dienen und für den Ablauf der Mahlfeier und die Austeilung des Abendmahls Sorge tragen. In der Herrnhuter Brüdergemeine bleibt der mittlere Sitzplatz leer – ein Symbol für die unsichtbare Gegenwart des eigentlichen Tischherrn Jesus Christus.
Wird im Gottesdienst kein Abendmahl gefeiert, geschieht die liturgische Leitung meist ausschließlich von der Kanzel aus, wobei diese Tradition zumindest in den reformierten Kirchen in der Schweiz abnimmt. Auf dem Abendmahlstisch befindet sich dann häufig eine aufgeschlagene Bibel sowie ein schlichtes Blumengesteck. Brennende Kerzen sind als Tischschmuck in den genannten Konfessionen äußerst selten anzutreffen.
In manchen reformierten Kirchen, traditionell zum Beispiel in der Evangelisch-Reformierten Kirche Graubünden, dient der Taufstein auch als Abendmahlstisch, indem einfach eine meist hölzerne Platte aufgelegt wird.
In ursprünglich reformierten, jetzt jedoch unierten Kirchen verwischt sich mittlerweile die Differenzierung zwischen Abendmahlstisch und Altar.